# Asnelles
Asnelles is een gemeente in het Franse departement Calvados (regio Normandië) en telt 571 inwoners (1999). De plaats maakt deel uit van het arrondissement Bayeux.

## Geografie
De oppervlakte van Asnelles bedraagt 2,5 km², de bevolkingsdichtheid is 228,4 inwoners per km².

## WO II
Vanaf de kustlijn die langs Asnelles loopt, zijn de havens die in de WO II werden gebouwd door de Engelsen duidelijk te zien. Grotendeels zijn deze wel erg beschadigd en zijn de grote stukken van de betonnen blokken af. Bij laag water kun je naar de resten van de betonnen havens toelopen.
De onderstaande kaart toont de ligging van Asnelles met de belangrijkste infrastructuur en aangrenzende gemeenten.

## Demografie
Onderstaande figuur toont het verloop van het inwonertal (bron: INSEE-tellingen).

Vanwege een beveiligingsprobleem met de MediaWiki Graph-software is het momenteel niet mogelijk deze grafiek weer te geven. Zodra de software is bijgewerkt zal de grafiek vanzelf weer zichtbaar worden.
1. ↑  Populations de référence 2022.